# Castilleja chambersii
Castilleja chambersii là loài thực vật có hoa thuộc họ Cỏ chổi. Loài này được M.Egger & Meinke mô tả khoa học đầu tiên năm 1999.